# Soň-Köl
Soň-Köl (Kirgizisch: Соң Көл) of Son-Koel (Russisch: Сон-Куль) is een zoetwatermeer gelegen in de oblast Naryn van Kirgizië en ligt orografisch gezien in het centrale deel van de Tiensjan. Het meer ligt gedeeltelijk in het natuurreservaat Zapovednik Karatal-Ǧapyryk en wordt sinds 23 januari 2011 erkend als een watergebied van internationaal belang in de Conventie van Ramsar. Het meer is belangrijk voor herders en is ook een populaire kampeerplaats voor toeristen. Archeologisch gezien is het meer ook belangrijk vanwege zijn oude grafheuvels, stenen monumenten en stenen haarden. De lokale gemeenschap beschouwd het meer als heilig en komen er regelmatig om te bidden. Voor 1957 was er geen vis in het meer aanwezig, maar de uitzetting van de peledmarene (Coregonus peled) maakte hier verandering in. De uitzetting van de peledmarene bood alternatieve voedselbronnen voor de lokale bevolking, maar veranderde de samenstelling van de zoöplankton in het gebied. Dit had tot gevolg dat er een voedseltekort ontstond voor de jongen van sommige broedvogels — in het bijzonder de Indische gans (Anser indicus). Ondanks de afname komt de soort er nog steeds voor.